# Jula (Fluss)
Die Jula (russisch Юла) ist ein linker Nebenfluss der Pinega im Einzugsgebiet der Nördlichen Dwina in der Oblast Archangelsk in Nordwestrussland.
Die Jula entspringt etwa 60 km nordöstlich von Schenkursk. Sie fließt überwiegend in nördlicher Richtung und mündet nach 250 km in die Pinega. Das Einzugsgebiet der Jula umfasst 5290 km² und befindet sich zwischen der Nördlichen Dwina im Südwesten und der Pinega im Nordosten. Die Jula ist ab November mit einer Eisschicht bedeckt, welche Ende April aufbricht. Das anschließende Frühjahrshochwasser während der Schneeschmelze bildet den Großteil der Jahresabflussmenge. Der mittlere Abfluss am Pegel Patschicha, 37 km oberhalb der Mündung, beträgt 48,6 m³/s. Wichtige Nebenflüsse sind Jontala und Juras von links, sowie Schiwrei, Sjomras und Ura von rechts.